# How We See the Light
„How We See the Light“ je píseň velšského hudebníka Johna Calea. Pochází z jeho studiového alba POPtical Illusion, jehož vydání je naplánováno[potřebuje aktualizovat] na 14. červen 2024, a poprvé vyšla jako první singl z této desky 26. března 2024. Ve stejný den byl zároveň zveřejněn hraný videoklip od režisérky Pepi Ginsbergové s herci s papírmašovými hlavami. Postavu „Johna Calea“ v něm ztvárnil herec Pascal Yen-Pfister, v dalších rolích se představili Isabelle Barbier, Dharmendra Singh Chandel, Leslie E. Williams a Susan Cohen DeStefano.